# Zambia i olympiska sommarspelen 1968
Zambia deltog med 7 deltagare vid de olympiska sommarspelen 1968 i Mexico City. Ingen av landets deltagare erövrade någon medalj.